# Granica naddniestrzańsko-ukraińska
     Naddniestrze
     Mołdawia

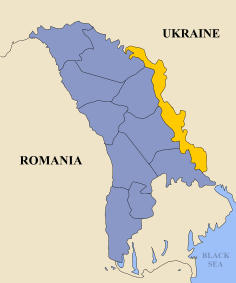
Naddniestrze
Mołdawia

Granica mołdawsko-ukraińska – granica państwowa pomiędzy Ukrainą oraz Naddniestrzem, istniejąca od ogłoszenia przez oba kraje niepodległości po rozpadzie ZSRR, deklaracji niepodległości Naddniestrza od Mołdawii nie uznaje jednak żadne państwo na świecie.

## Przebieg granicy
Granica naddniestrzańsko-ukraińska ma długość 405 km, przy czym z punktu widzenia społeczności międzynarodowej, która nie uznaje Naddniestrza, jest to część granicy mołdawsko-ukraińskiej.
Granica zaczyna się na trójstyku z Mołdawią w okolicy Nimereuca. Granica biegnie na południowy wschód, równolegle do położonego kilkanaście kilometrów na zachód Dniestru. Na wysokości Purcari znajduje się trójstyk z Mołdawią.